# Hermann Neels
Hermann Neels (* 23. Januar 1913 in Elsfleth; † 5. November 2002 in Machern) war ein deutscher Mineraloge und Geologe.

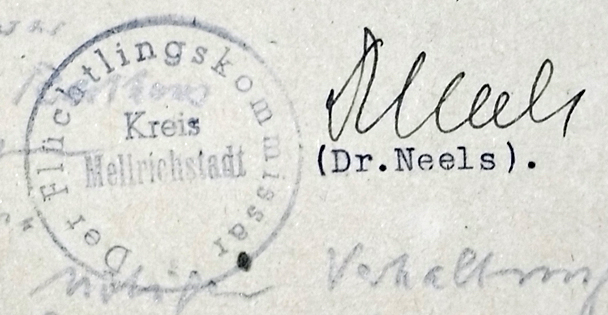
Unterschrift von Neels auf einem Brief von 1946

## Leben
Hermann Neels promovierte 1944 in Berlin. Er arbeitete am Kaiser-Wilhelm-Institut für Silikatforschung. Dieses verlegte kriegsbedingt seinen Sitz im März 1945 nach Ostheim vor der Rhön. Nach dem Kriegsende leitete er das Sozialreferat der Flüchtlingskommission im Landratsamt Mellrichstadt. Neels wurde ab 1. Oktober 1946 wissenschaftlicher Assistent am Mineralogischen Institut der Universität Rostock und machte in der DDR Karriere. Er wurde 1960 Professor an der Universität Leipzig. Er starb am 4. November 2002 in Machern.

## Schriften (Auswahl)
- Einfluss der Verbrennungsbedingungen und der Aschezusammensetzung auf den Schmelzvorgang von Braunkohlenaschen (Dissertation), Berlin 1944.
- mit Gerhard Harig: Die Entwicklung der Wissenschaft zur unmittelbaren Produktivkraft, In: Materialien der wissenschaftlichen Tagung des Prorektorats für Forschungsangelegenheiten d. Karl-Marx-Universität zum 10. Jahrestag ihrer Namensgebung am 3. und 4. Mai 1963, Leipzig 1963.
- Bindung, Struktur und Eigenschaften von Kristallen vom 16.–18. November 1976 in Leipzig, Kurzreferate / Vereinigung für Kristallographie (VFK) in der Gesellschaft für Geologische Wissenschaften der DDR, Berlin 1976.